# Макс Зерінг
Макс Зерінґ (нім. Max Sering) — німецький економіст. Доктор економічних і соціальних наук, доктор юридичних наук, доктор сільськогосподарських наук, доктор філософії, професор Боннського (1885–89) та Берлінського (1889–1925) університетів. Член Прусської Академії наук. 

Директор науково-дослідного інституту землеробства та колонізації (Зерінг-інститут). Визнаний авторитет із земельних питань взагалі й аграрних проблем та колонізаційних процесів зокрема. Входив до складу Правління Товариства підтримки української науки і культури в Німеччині.

Член правління Німецької Ганноверської партії (нім. Die Deutsch-Hannoversche Partei) . Член Асоціації соціальної політики (нім. Verein für Socialpolitik).

Таємний урядовий радник.

## Життєпис
Походив із родини Фрідріха Вільгельма Зерінга (1822-1901), професора музики і композитора. Мати, уроджена Фрідландер (-1939) нім. Friedlander. 
Навчання розпочав у монастирі Богоматері у Магдебурзі. Продовжував у ліцеї у Страсбурзі та Ляйпцігові. Вивчав право та політологію у Страсбурзькому та Ляйпцизькому університетах у 1879—83 роках. 1881 р. доктор економічних і соціальних наук у Страсбурзі
1879-83 стажист-адвокат судової та адміністративної служби в Ельзас-Лотарингії.
Восени 1883 року пройшов габілітацію в Боннському університеті. 1885-89 рр. професор політології там само. 
1893 року урядом Пруссії відряджений до Сполучених Штатів та Канади для вивчення північноамериканської конкуренції та сільського господарства.
1889-1906 професор Берлінського аграрного коледжу. 1889-97 приват-викладач Берлінського університету. 1897—1934 — професор Берлінського університету.
1914-18 Голова вченої комісії Прусського військового міністерства.
У 1902—27 роках керівник навчальних курсів Товариства державної наукової додаткової освіти .
Від 1922 директор заснованого ним Німецького науково-дослідного інституту сільського господарства та колонізації.
Макс Зерінг був головою Наукової комісії Прусського військового міністерства під час Першої світової війни. На цій посаді 1912 року він, разом з президентом округи Бранденбург Фрідріхом фон Шверіном (нім. Friedrich Ernst von Schwerin), заснував Товариство сприяння внутрішій колонізації (нім. Gesellschaft zur Förderung der inneren Kolonisation). Наголос робився — і це важливо для оцінки Макса Зерінга як особистості — на «плановане створення нових поселень на прилеглій території», без тенденції до розширення Райху. 1919 року був прийнятий Акт про поселення в Райхові (нім. Reichssiedlungsgesetz), і Макс Зерінг вважався його «батьком» .
Був призначений на прусську державну службу Германом Герінгом 

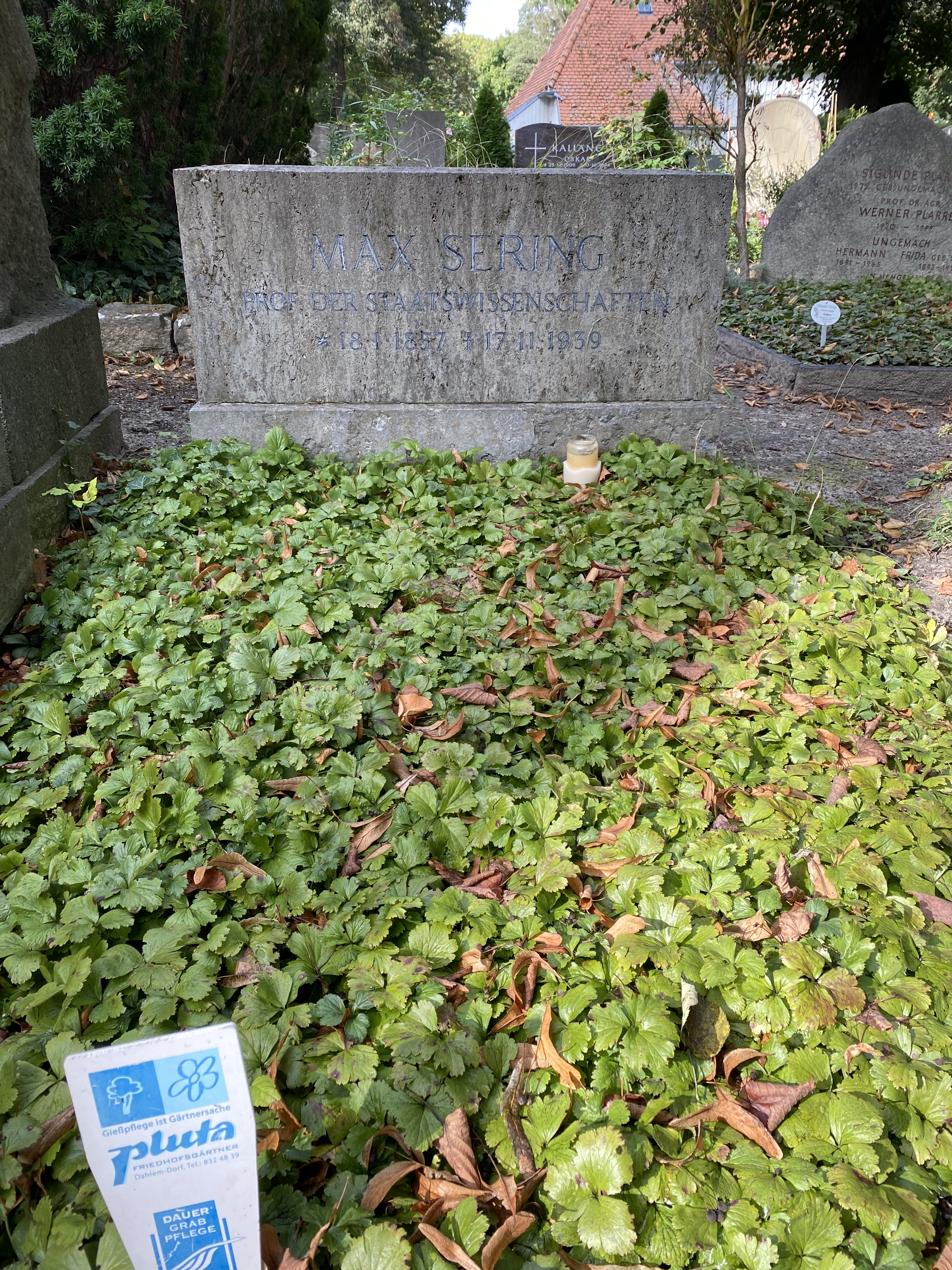

### Перебування в Україні
1912 року до Російської імперії берлінським «Об'єднанням з підвищення кваліфікації у галузі державних наук» (нім. Vereinigung für Staatswissenschaftliche Fortbildung) була відряджена дослідницька група зі 108 осіб. До неї входили управлінці і судді, підприємці і вчені, журналісти і політики . До складу групи увійшли: О. Аухаген (нім. Otto Georg Gustav Edwin Auhagen), професор вищої школи економіки Берліна, славіст О. Брюкнер (нім. Alexander Brückner), професор історії Отто Гетцш (нім. Otto Hoetzsch), Макс Зерінґ з берлінського університету. Делегація мала за мету вивчення вивчення економічного розвитку країни за час столипінської реформи. Делегація відвідала Москву, Санкт-Петербург, Київ, Харків, Тверь. Результатом цієї поїздки була збірка «Російська культура і господарство» (нім. Russlands Kultur und Volkswirtschaft : Aufsätze und Vorträge im Auftrage der Vereinigung für staatswissenschaftliche Fortbildung zu Berlin / hrsg. von Max Sering.), видана 1913 року.
Під час перебування у Києві, разом із проф. Кершенштейнером, відвідав Олександрівську Імператорську гімназію, де  її директор Микола Стороженко подарував кожному ювілейне тритомне видання (обсягом 1750 сторінок) книги «Столѣтіе Кіевской Первой Гимназіи, 1809—1811—1911 г.г.» ((рос. дореф.)) 
Під час подорожі і виникла ідея організувати Товариство з вивчення Росії . На той час території сучасних країн Центральної та Східної Європи,— і України зокрема,— належали до трьох імперій — Німецької, Австро-Угорської і Російської.
Вдруге приїхав в Україну 1918 року. Метою його було всебічне ознайомлення з Україною, з якою він був знайомий до того часу головно по літературі, а також організація курсів для німецьких офіцерів в Україні. Входив до складу змішаної україно-німецької комісії з питань залізнично-шляхової тарифної угоди (від Данцигзької залізниці), що розпочала роботу у Києві 27 травня 1918 року .
30 серпня мав тривалу бесіду із Дмитром Донцовим . За рекомендацією професора Пауля Рорбаха звернувся до Євгена Чикаленка з листом від Євмена Лукасевича (31 серпня). Перекладачем під час розмови М. Зерінга з Є. Чикаленком був Дмитро Донцов .

## Наукова діяльність
- Зерінґ М. Про земельну справу на Україні [Архівовано 26 травня 2021 у Wayback Machine.]. Відень, 1918